# بريان تشانغ
بريان تشانغ (بالصينية: 張書豪) هو ممثل تايواني، ولد في 22 أكتوبر 1988 بتايبيه في تايوان.

## وصلات خارجية
- بريان تشانغ على موقع IMDb (الإنجليزية)
- بريان تشانغ على موقع قاعدة بيانات الفيلم (الإنجليزية)